# 佐々木由喜子
佐々木 由喜子（ささき ゆきこ）は、日本の教育学者。池坊短期大学幼児保育学科教授。
2020年から池坊短期大学幼児保育学科長。明星大学大学院博士課程修了。専門科目は音楽（リトミック）。

## 出版物
- 谷田貝公昭監修、三森桂子編著、小畠エマ編著『音楽表現 (実践保育内容シリーズ)』一藝社、2014年4月15日。ISBN 978-4863590762。国立国会図書館サーチ：R100000002-I025372370。[3]
- 木村鈴代編著、野口美乃里ほか『新・たのしい子どものうたあそび―現場で活かせる保育実践』同文書院、2014年4月。ISBN 978-4810314342。国立国会図書館サーチ：R100000002-I025367414。[3]
- 佐々木由喜子『どれどれだれでもわかる音楽のしくみ』自費出版、2017年。[3]

## 論文
- リトミックにおけるブラスティック・アニメに関する研究ー古典バレエの比較研究を通して（明星大学通信制大学院修士論文）
- 佐々木由喜子「ラバンの舞踊の原理とリトミックに関する研究」『ダルクローズ音楽教育研究』第38巻、日本ダルクローズ音楽教育学会、2013年、14-25頁、doi:10.51032/jsdeme.38.0_14、ISSN 0914-6148、NAID 130008150951。
- リトミックにおけるブラスティック・アニメに関する研究ー音楽と身体の動きの関係に見る古典バレエとの比較を中心にー（日本ダルクローズ音楽教育学会40周年記念編集）リトミック教育研究査読付き2015年3月）国立国会図書館サーチ：R100000002-I026438083
- イサドラ・ダンカンとエミール・ジャック・ダルクローズの教育思想に関する研究一音楽の動きの概念を中心に（日本ダルクローズ音楽教育学会）ダルクローズ音楽教育研究第39号査読付き2015年3月）
- リトミックにおける身体表現法に関する研究ー20世紀前後の身体表現教育との比較を中心に（明星大学通信制大学院博士論文）2016年国立国会図書館サーチ：R100000039-I10233351
- リトミックに音楽におけるブラスティック・アニメに関する研究ー念の成立の過程と変容を中心に（日本ダルクローズ音楽教育学会）ダルクローズ音楽教育研究第40号査読付き2016年3月
- 幼児の音楽的表現におけるリトミックの効果と課題に関するー考察ー領域「表現」の内容に着目して（池坊短期大学紀要28）2017年12月国立国会図書館サーチ：R000000004-I028735410
- アッピアの演出理念とリトミックの理念の共通性に関する研究ーアッピア『音楽とミザンセーヌ』(1898)分析を通して国立国会図書館サーチ：R000000004-I029098738

## 発表論文
- ラバンの舞踊の原理とリトミックに関する研究ーラバノーテーションの基本的な考え方とリトミックのリズム運動（日本ダルクローズ音楽教育学会研究大会）2013年11月
- イサドラ・ダンカンとエミール・ジャック＝ダルクローズの教育思想にかんする研究一音楽と動きの概念を中心に（日本ダルクローズ音楽教育学会第14回研究大会）2014年
- リトミックに見られるデルサルト身体表現理論の影響に関するー考察（日本ダルクローズ音楽教育学会研究例会）2015年
- アドルフ・アッピアの演習理念にみられるJ＝ダルクローズの影響に関する研究ーアッピアの言述を手掛かりに（日本ダルクローズ音楽教育学会研究大会2017年11月国立国会図書館サーチ：R000000004-I028735439